# Nacho Martínez
Ignacio Martínez Navia-Osorio, conegut artísticament com a Nacho Martínez (Mieres, Astúries, 8 de juliol de 1952 - Oviedo, 24 de juliol de 1996) va ser un actor espanyol.

## Biografia
Va estudiar filosofia i lletres a la Universitat d'Oviedo i va participar en obres de teatre independent. El 1984 es va traslladar a Madrid, on va treballar com a actor de doblatge. Va iniciar la seva carrera cinematogràfica com a germà de Tasio en la pel·lícula del mateix nom dirigida per Montxo Armendáriz en 1984. No obstant això, el personatge pel qual serà recordat és el de torero en la pel·lícula Matador, de Pedro Almodóvar, on compartia protagonisme amb un jovencísimo Antonio Banderas.
També participaria en les pel·lícules d'Almodóvar La ley del deseo (1987) i Tacones lejanos (1991).
Candidat al premio Fotogramas de Plata 1986 com a millor actor de cinema, coincidí amb Ángela Molina a La mitad del cielo, de Manuel Gutiérrez Aragón, i tindria un petit paper a la pel·lícula de culte El viaje a ninguna parte, de Fernando Fernán Gómez.
Paral·lelament a la seva carrera cinematogràfica, va tenir una llarguíssima trajectòria com a actor de doblatge, tant de cinema com de dibuixos animats. En televisió va intervenir, entre altres sèries, a Los pazos de Ulloa, de Gonzalo Suárez i Los jinetes del alba, de Vicente Aranda, a més de protagonitzar El olivar de Atocha junt amb Enriqueta Carballeira.
Va morir jove, amb tan sols 44 anys, després d'una llarga malaltia (patia un càncer de pulmó), la qual cosa sens dubte va truncar la trajectòria d'un dels actors espanyols més representatius de la dècada de 1980.
L'any 2006 va ser recordat en els XX Premis Goya. El Festival Internacional de Cinema de Gijón concedeix un Premi Nacional de Cinematografia que porta el nom de Nacho Martínez; aquest premi va ser concedit en 2005 a l'actriu Assumpta Serna, companya de repartiment a Matador.

## Filmografia
- Mi nombre es sombra, de Gonzalo Suárez (1996)
- La fiebre del oro, de Gonzalo Herralde (1993)
- Tacones lejanos, de Pedro Almodóvar (1991)
- La viuda del capitán Estrada, de José Luis Cuerda (1991)
- A solas contigo, d'Eduardo Campoy (1990)
- El anónimo... ¡vaya papelón!, d'Alfonso Arandia (1990)
- Los días del cometa, de Luis Ariño (1989)
- La ley del deseo, de Pedro Almodóvar (1987)
- Adiós pequeña, d'Imanol Uribe (1986)
- El viaje a ninguna parte, de Fernando Fernán Gómez (1986)
- Matador, de Pedro Almodóvar (1986)
- Amarga amargura, de Domingo Sánchez (1986)
- La mitad del cielo, de Manuel Gutiérrez Aragón (1986)
- Caso cerrado, de Juan Caño Arecha (1985)
- Extramuros, de Miguel Picazo (1985)
- Hierro dulce, de Francisco Rodríguez (1984)
- Tasio, de Montxo Armendáriz (1984)

## Televisió
- Historias del otro lado (1996)
- Un día volveré, de Francesc Betriu (1993)
- Para Elisa, de José Antonio Arévalo i Pascual Cervera (1993)
- Los jinetes del alba, de Vicente Aranda (1990)
- La huella del crimen 2: El crimen de Perpignán, de Rafael Moleón (1990)
- El olivar de Atocha, de Carlos Serrano (1988)
- Los pazos de Ulloa, de Gonzalo Suárez (1985)

## Premi Nacional de Cinematografia Nacho Martínez
Es un premi de cinematografia espanyola atorgat en el marc del Festival Internacional de Cinema de Gijón instaurat en record seu.